# Gare de Beaune
Gare de Beaune vasútállomás Franciaországban, Beaune településen.

## Vasútvonalak
Az állomást az alábbi vasútvonalak érintik:
- Párizs–Marseille-vasútvonal
- Beaune-Saint-Loup-de-la-Salle-vasútvonal
- Beaune–Saint-Loup-de-la-Salle-vasútvonal

## Kapcsolódó állomások
A vasútállomáshoz az alábbi állomások vannak a legközelebb:
- Gare de Dijon-Ville (Gare de Dijon-Ville, TER Bourgogne 2-es vonal)
- Gare de Montchanin (Gare de Moulins-sur-Allier, TER Bourgogne 2-es vonal)
- Gare de Meursault
- Gare de Chalon-sur-Saône
- Gare de Corgoloin